# Тойбер, Хаймо
Хаймо Тойбер (нем. Haymo Taeuber; 1 января 1908, Грац — 9 февраля 1995, Монтерей, Калифорния) — австро-американский дирижёр.
Ученик Феликса Вайнгартнера. Работал в оперных театрах Граца и Вроцлава. В конце 1940-х гг. руководил Венским хором мальчиков, затем работал в Турции. В 1957—1960 гг. был первым иностранным руководителем Тегеранского симфонического оркестра и первым иностранцем, удостоенным иранского Ордена наук и искусств. В 1963—1967 гг. главный дирижёр Филармонического оркестра Калгари, затем в 1967—1985 гг. главный дирижёр Монтерейского симфонического оркестра.